# Tisová (okres Ústí nad Orlicí)
Obec Tisová (německy Tissau) se nachází v okrese Ústí nad Orlicí v Pardubickém kraji, zhruba 5 km vjv. od Vysokého Mýta. Žije zde 630 obyvatel.

## Části obce
- Tisová - vlastní obec sestává ze dvou základních sídelních jednotek a to Tisové a Pekárky
- Zaháj

## Historie
První písemná zmínka o obci pochází z roku 1407.
V zdejším velkochovu drůbeže byl v červnu 2007 zaznamenán první výskyt viru ptačí chřipky v chovu na území Česka.

## Pamětihodnosti
- Kostel svatého Vojtěcha
- Venkovská usedlost čp. 48
- Venkovská usedlost čp. 33

## Významní rodáci
- Jan Honsa

## Galerie

Tisová
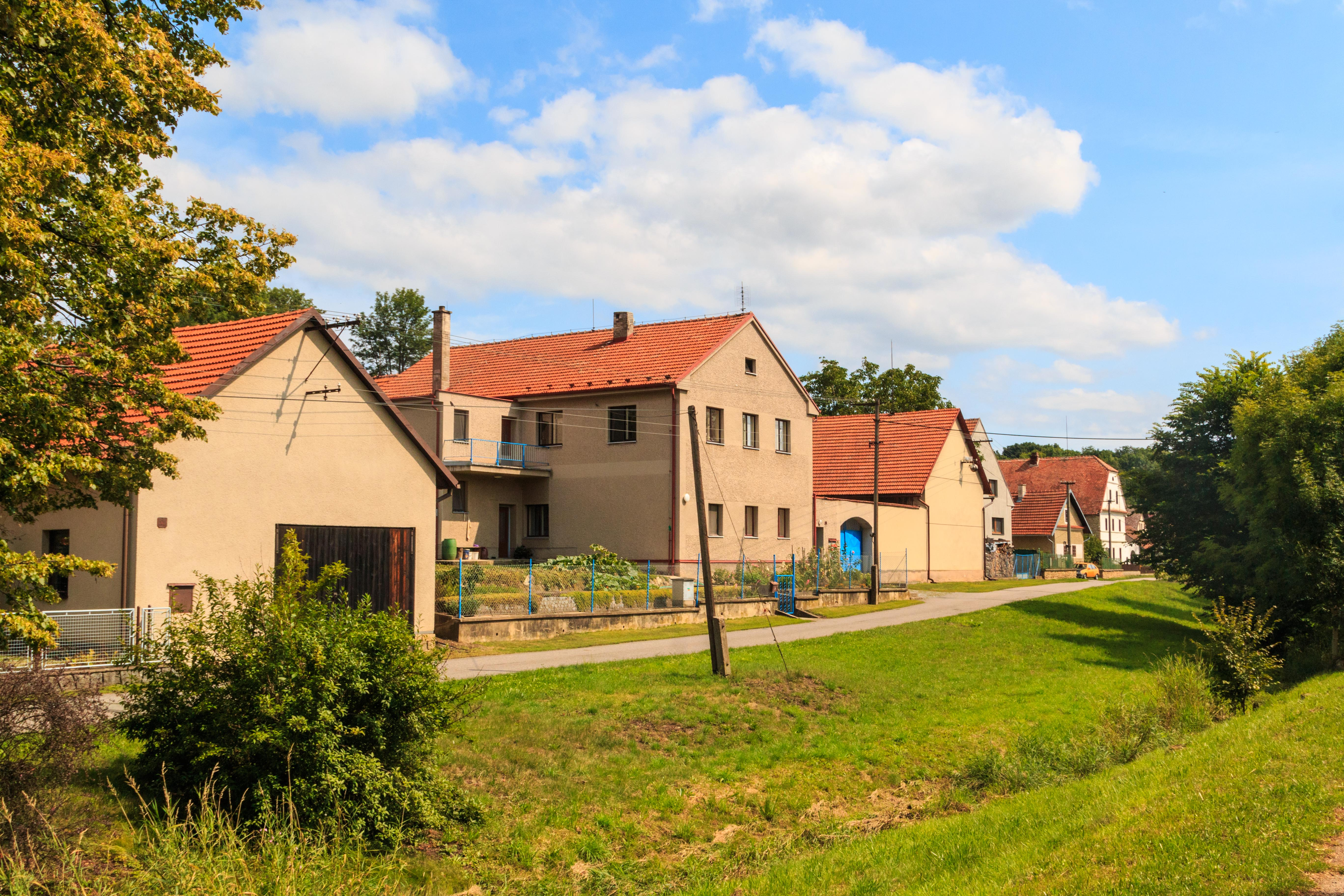
Dům čp. 26
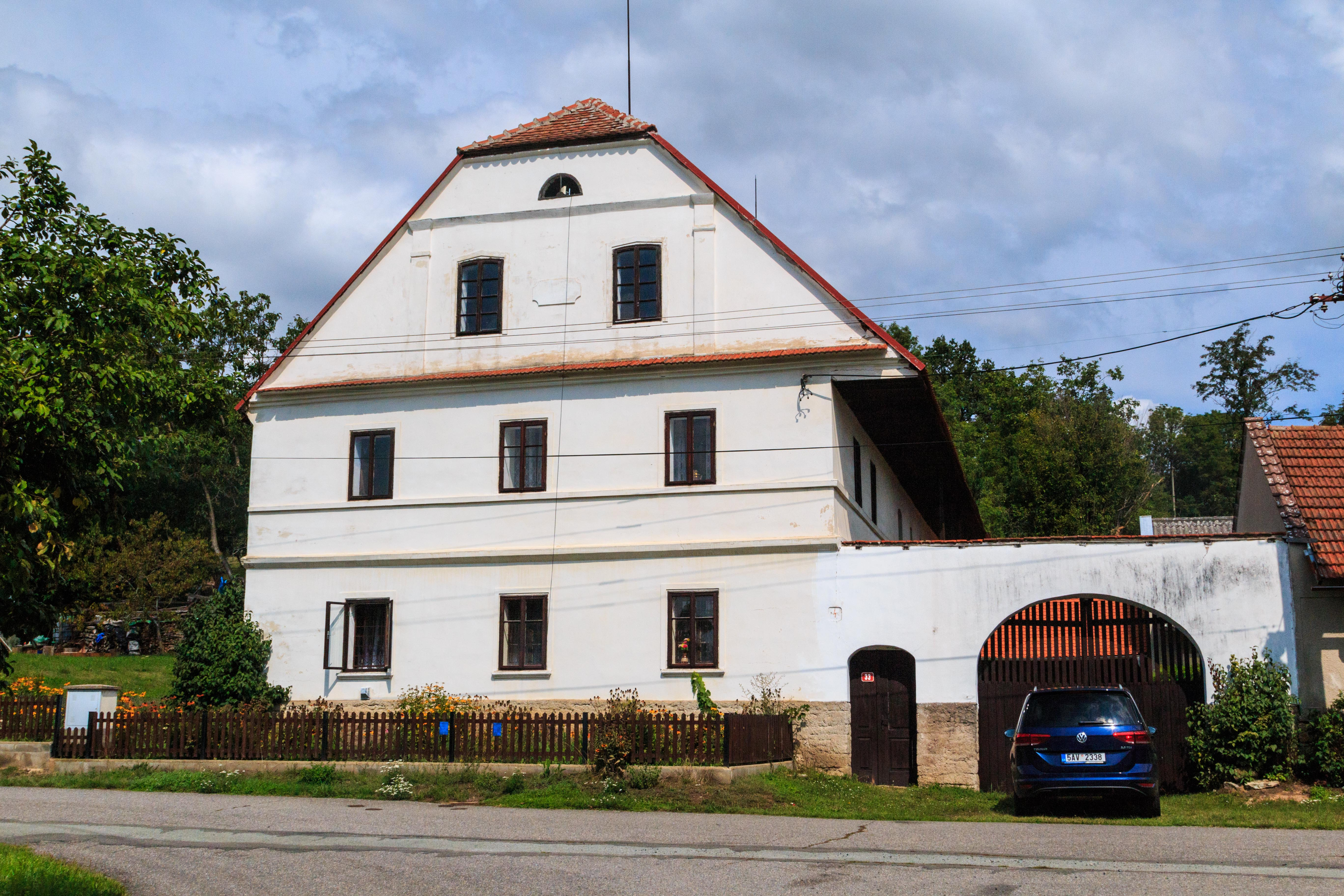
Dům čp. 33
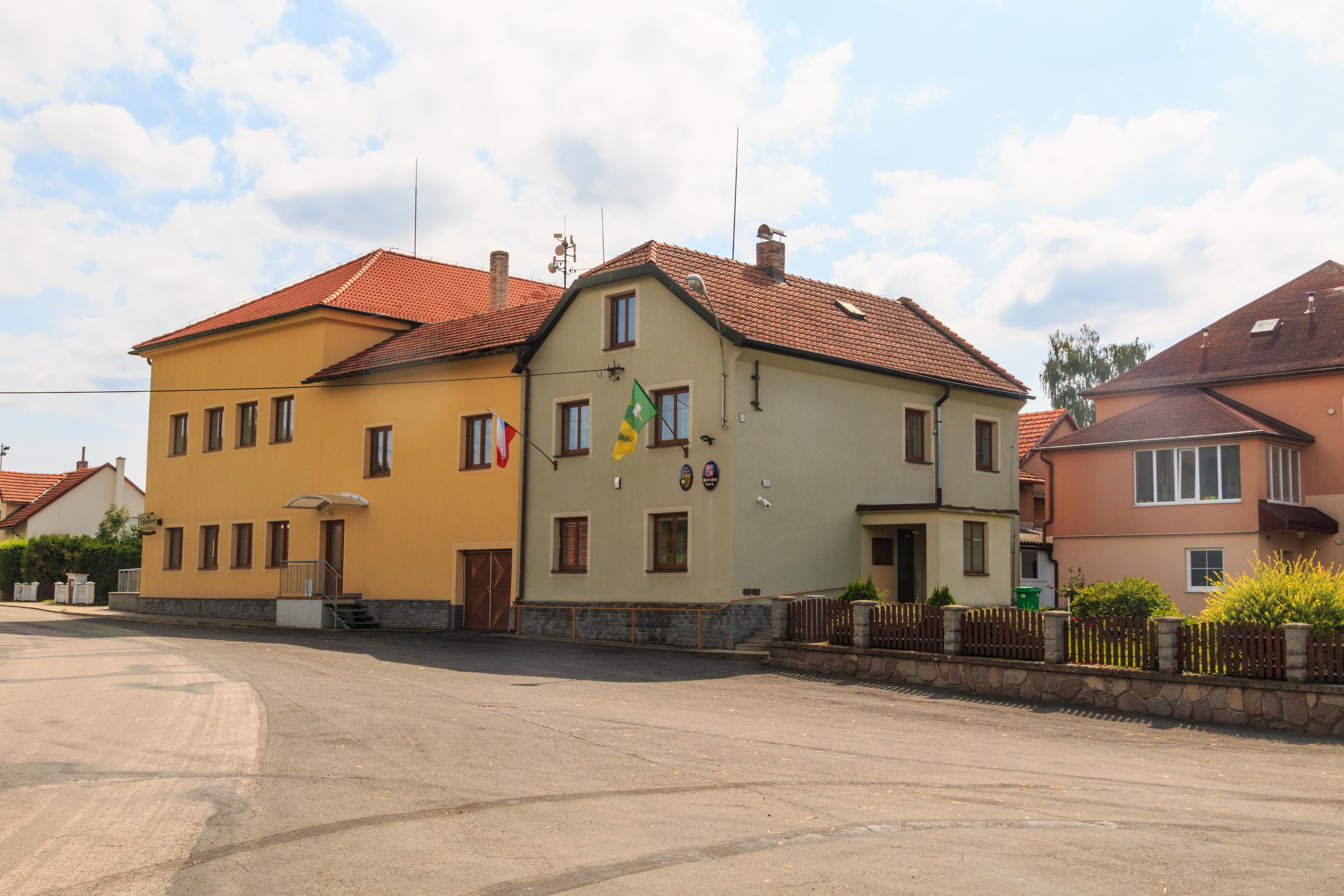
Obecní úřad
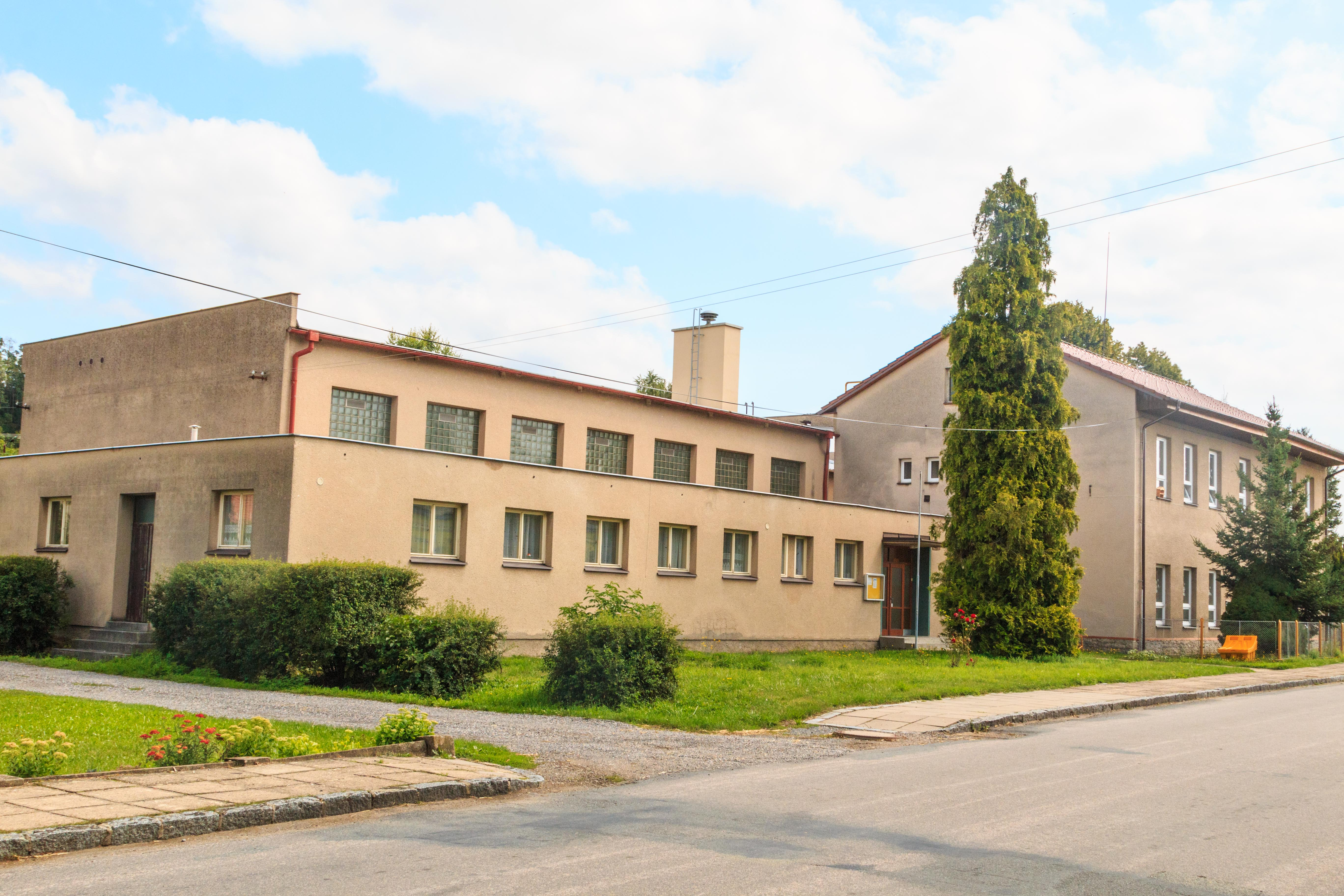
Škola
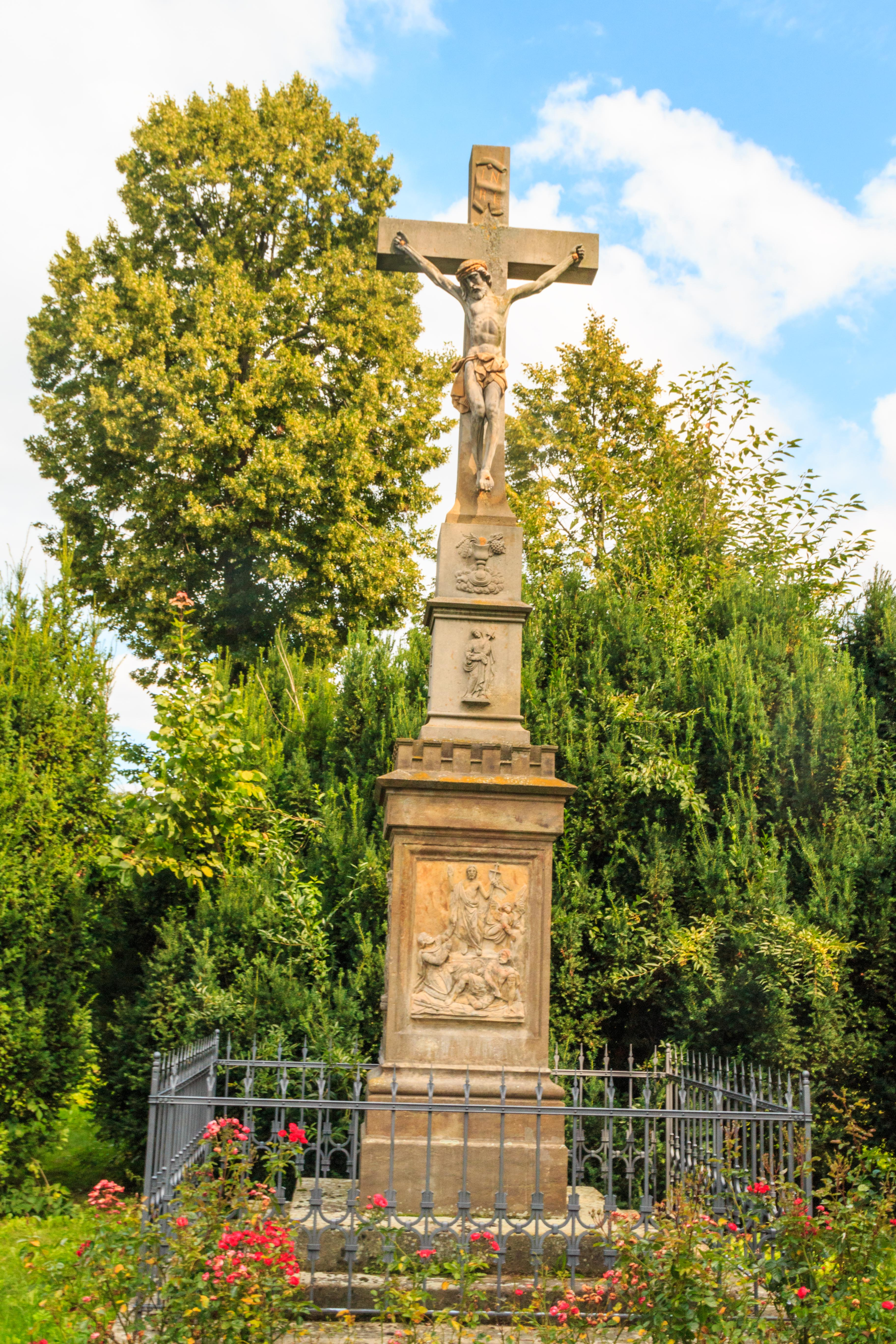
Kříž
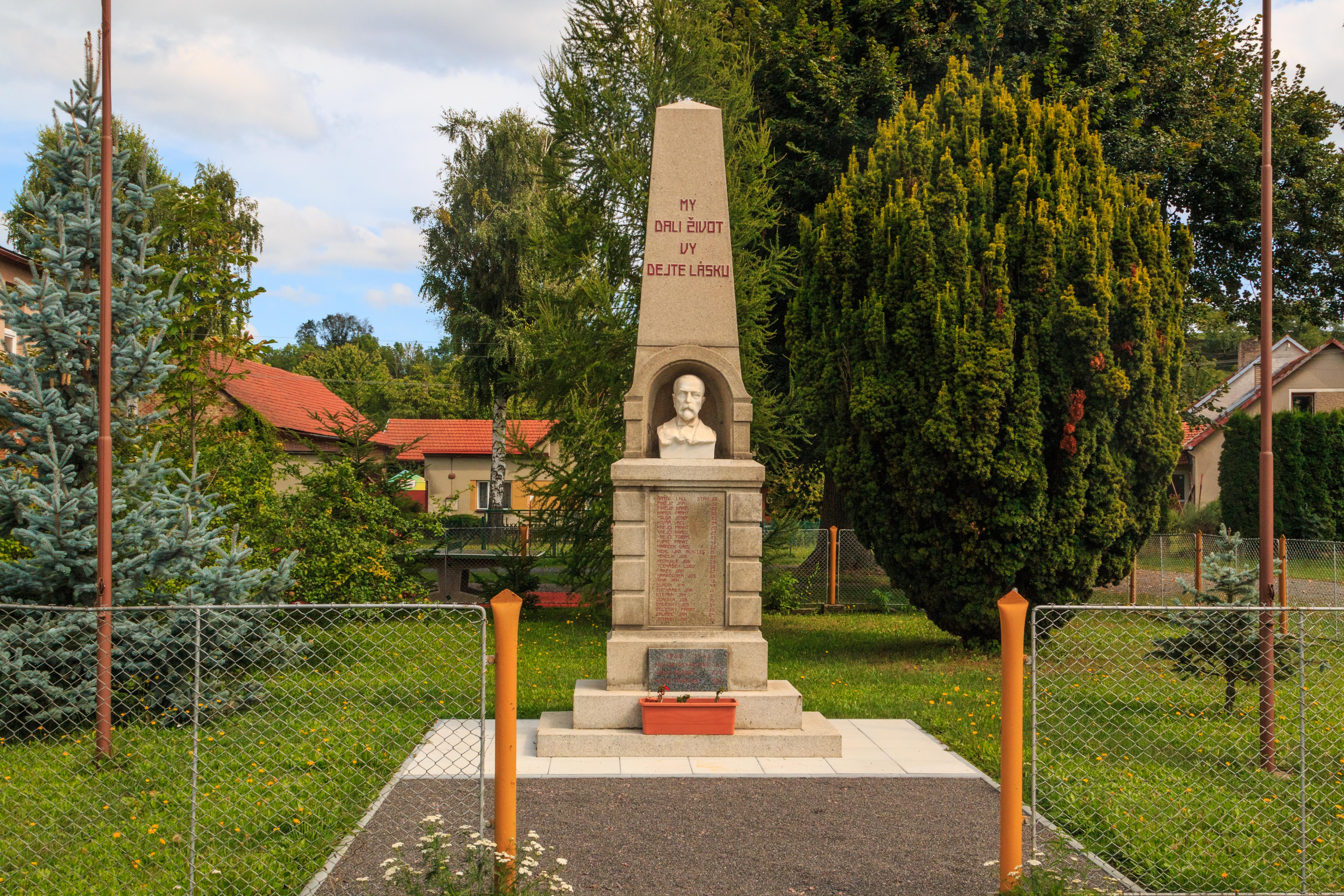
Pomník padlým